# Jürgen Jentsch
Jürgen Jentsch (* 6. September 1939 in Stettin) ist ein ehemaliger Gewerkschaftler und ein deutscher Politiker (SPD). Er war Abgeordneter im Landtag von Nordrhein-Westfalen. Jentsch vertrat von Mai 1985 bis Mai 2005 als direkt gewählter Landtagsabgeordneter den Wahlkreis Gütersloh/Herzebrock-Clarholz im Landtag von Nordrhein-Westfalen.

## Leben
Jentsch begann nach der Volksschule in Busdorf und der Umsiedlung nach Gütersloh im Jahr 1955 eine Schlosserlehre. Nach der Lehre war er bis zum Jahr 1980 bei einigen Arbeitsstellen tätig. Zwischenzeitlich besuchte er im Jahr 1961 einen Fernlehrgang Journalist und 1968 einen betriebswirtschaftlichen Fernlehrgang. Er ist evangelisch und heiratete im Jahr 1970 Elisabeth Mußmann. Fünf Jahre später wurde sein Sohn Sören geboren. Von 1980 bis 1985 war der in Gütersloh lebende Jentsch Gewerkschaftssekretär bei der IG Metall, der er 1972 beitrat, in Paderborn.

## Politik
Jentsch trat 1973 der SPD bei. Er war ab 1978 Unterbezirksvorsitzender und bis 1992 Kreisvorsitzender der Arbeitsgemeinschaft für Arbeit (AfA) und war außerdem Mitglied mehrerer Wohlfahrtsverbände, wie der Arbeiterwohlfahrt (AWO). Im Jahr 1975 wurde er Mitglied des Rates der Stadt Gütersloh, was er bis 2004 blieb. Er wirkte unter anderem als Vorsitzender des Werksausschusses. Während dieser Zeit war er vom 30. Mai 1985 bis 2. Juni 2005 Abgeordneter im Landtag von Nordrhein-Westfalen. In dieser Zeit wurde er auch Vorsitzender der Arbeitsgemeinschaft Kinder und Jugendschutz (AJS) Landesstelle NRW. Dieses Amt hatte er seit 1989 inne. Während seiner Abgeordnetenzeit war er von 1995 bis 2000 stellvertretender Vorsitzender des Innenausschusses des Landtags und von 1997 bis 2005 innenpolitischer Sprecher der SPD-Landtagsfraktion und damit auch Mitglied im erweiterten Fraktionsvorstand. Von 1995 bis 2005 war er Mitglied im Präsidium des Landtags NRW. Im Jahr 1999 wurde er zum stellvertretenden Bürgermeister von Gütersloh gewählt, dies blieb er noch bis 2004. Seit April 2010 ist Jentsch stellvertretender Vorsitzender der Landesseniorenvertretung.

## Ehrungen
- 1997 Verleihung des Bundesverdienstkreuzes am Bande
- 2003 Verleihung der Erinnerungsmedaille des Malteser Ritterordens
- 2004 Verleihung der silbernen Ehrennadel des Landesfeuerwehrverbandes
- 2004 Ernennung zum Stadtältesten der Stadt Gütersloh